# Anni Jung
Anni Jung (* 24. Oktober 1937 in Warschau; † 1. Juli 2022) war eine deutsche Keramikerin, Malerin und Grafikerin.

## Leben und Werk
Anni Jung kam mit ihrer Familie in der Folge des Zweiten Weltkriegs 1945 nach Meißen. Sie machte dort das Abitur. Von 1957 bis 1962 studierte sie an der Hochschule für Bildende Künste Dresden Malerei und Plastik, u. a. bei Hans Steger. Als Diplomarbeit schuf sie das Tafelbild Straßenbahn. Bis 1966 arbeitete sie dann als Kunsterzieherin an der Erweiterten Oberschule „Ernst Schneller“, dem heutigen Gymnasium Franziskaneum in Meißen. Danach war sie in Meißen als freischaffende Künstlerin tätig. Sie war von 1968 bis 1990 Mitglied des Verbands Bildender Künstler der DDR.

## Werke (Auswahl)

### Tafelbilder
- Selbstbildnis im Atelier (Öl, 100 × 85 cm, 1964; 1964 in der Ausstellung „Unser Zeitgenosse“)[3]
- Krieg dem Kriege (mehrteiliges Tafelbild, vor 1967)[4]
- Fische mit Zwiebeln (Öl, 50 × 69, 1986)[5]
- Sonnenblumen (Öl, 80 × 70 cm, 2000)[6]

### Plastiken
- Liebespaar Adam und Eva mit Uhr (Keramik, 1972; Kunstsammlung der Wismut GmbH, Chemnitz)[7]
- Liebespaar (Keramik, 1977)[8]

### Werke im öffentlichen Raum
- Motive aus der Geschichte der Stadt Schwerin (27 Relieftafeln, farbige glasierte Keramik, 1985; Schwerin, Hof der Volkshochschule, Puschkinstraße 13; Auftrag des Rates der Stadt Schwerin)[9][10]

## Ausstellungen (unvollständig)

### Einzelausstellungen
- 1986: Suhl, Galerie am Steinweg
- 2003: Meißen, Galerie g13 (Bilder und Plastiken)
- 2011: Radebeul-Kötzschenbroda, Beratungscenter der Sparkasse Meißen

### Ausstellungsbeteiligungen
- 1964: Berlin, Nationalgalerie („Unser Zeitgenosse“)
- 1974 und 1985: Dresden, Bezirkskunstausstellungen
- 1981: Meißen u. a. Städte („Plastik zum Begreifen. Kunstausstellung für Blinde und Sehende“)
- 2013: Meißen, Stadtmuseum („Porzellan – Keramik -Meißen“)